# Eubucco richardsoni
Eubucco richardsoni е вид птица от семейство Capitonidae.

## Разпространение
Видът е разпространен в Бразилия, Еквадор, Колумбия и Перу.